# Parmenonta ovatula
Parmenonta ovatula är en skalbaggsart som beskrevs av Bates 1880. Parmenonta ovatula ingår i släktet Parmenonta och familjen långhorningar.
Artens utbredningsområde är Guatemala. Inga underarter finns listade i Catalogue of Life.